# Xivray-et-Marvoisin
Xivray-et-Marvoisin (en lorrain Seuvraye Marvouzyin) est une commune française située dans le département de la Meuse en région Grand Est.

## Géographie
La commune fait partie du Parc naturel régional de Lorraine.
|                      | Montsec             | Richecourt                    |
| Loupmont             | Xivray-et-Marvoisin | Seicheprey Meurthe-et-Moselle |
| Bouconville-sur-Madt |                     | Rambucourt                    |

### Hydrographie

#### Réseau hydrographique
La commune est dans le bassin versant du Rhin au sein du bassin Rhin-Meuse. Elle est drainée par le ruisseau le Rupt de Mad, le ruisseau de la Praye, le ruisseau de Ranaux, le ruisseau de Harvau, le ruisseau de Cuminpre, le ruisseau de l'Étang de Wargevau et le ruisseau de Sinsaurupt,.
Le Rupt de Mad, d'une longueur de 55 km, prend sa source dans la commune de Geville et se jette  dans la Moselle à Novéant-sur-Moselle, après avoir traversé 21 communes. 

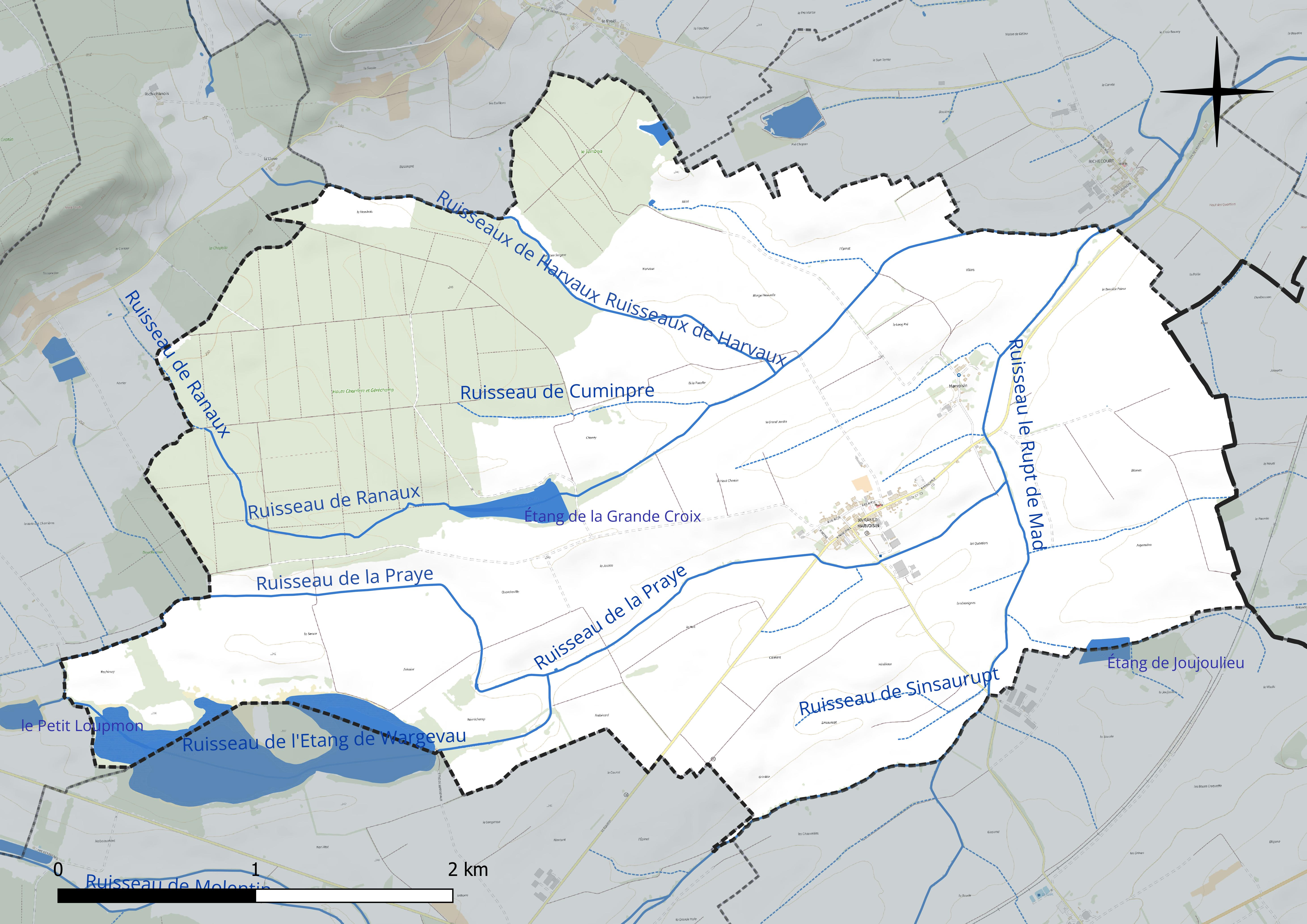
Réseau hydrographique de Xivray-et-Marvoisin.

Trois plans d'eau complètent le réseau hydrographique : l'étang de Joujoulieu, d'une superficie totale de 2,5 ha (1 ha sur la commune), l'étang de la Grande Croix (6,4 ha) et l'étang de Wargévaux, d'une superficie totale de 55,9 ha (16,9 ha sur la commune),.

#### Gestion et qualité des eaux
Le territoire communal est couvert par le schéma d'aménagement et de gestion des eaux (SAGE) « Rupt de Mad, Esch, Trey ». Ce document de planification concerne les bassins versants du Rupt de Mad, de l’Esch et du Trey. Le périmètre a été arrêté le 2 juin 2014, la commission locale de l'eau (CLE) a été créée le 20 juin 2017, puis modifiée le 26 mars 20210. La structure porteuse de l'élaboration et de la mise en œuvre est le Parc naturel régional de Lorraine. 
La qualité des cours d’eau peut être consultée sur un site spécial géré par les agences de l’eau et l’Agence française pour la biodiversité. 

### Climat
Pour des articles plus généraux, voir Climat du Grand Est et Climat de la Meuse.
En 2010, le climat de la commune est de type climat des marges montargnardes, selon une étude du Centre national de la recherche scientifique s'appuyant sur une série de données couvrant la période 1971-2000. En 2020, Météo-France publie une typologie des climats de la France métropolitaine dans laquelle la commune est exposée à un climat océanique altéré et est dans la région climatique  Lorraine, plateau de Langres, Morvan, caractérisée par un hiver rude (1,5 °C), des vents modérés et des brouillards fréquents en automne et hiver. 
Pour la période 1971-2000, la température annuelle moyenne est de 9,6 °C, avec une amplitude thermique annuelle de 16,5 °C. Le cumul annuel moyen de précipitations est de 887 mm, avec 12,9 jours de précipitations en janvier et 9,2 jours en juillet. Pour la période 1991-2020, la température moyenne annuelle observée sur la station météorologique de Météo-France la plus proche, « Nonsard », sur la commune de Nonsard-Lamarche à 8 km à vol d'oiseau, est de 10,7 °C et le cumul annuel moyen de précipitations est de 690,8 mm. 
La température maximale relevée sur cette station est de 40,1 °C, atteinte le 25 juillet 2019 ; la température minimale est de −17 °C, atteinte le 1er mars 2005,,. 
Les paramètres climatiques de la commune ont été estimés pour le milieu du siècle (2041-2070) selon différents scénarios d'émission de gaz à effet de serre à partir des nouvelles projections climatiques de référence DRIAS-2020. Ils sont consultables sur un site spécial publié par Météo-France en novembre 2022.

## Urbanisme

### Typologie
Au 1er janvier 2024, Xivray-et-Marvoisin est catégorisée commune rurale à habitat dispersé, selon la nouvelle grille communale de densité à sept niveaux définie par l'Insee en 2022.
Elle est située hors unité urbaine et hors attraction des villes,.

### Occupation des sols
L'occupation des sols de la commune, telle qu'elle ressort de la base de données européenne d’occupation biophysique des sols Corine Land Cover (CLC), est marquée par l'importance des territoires agricoles (76,3 % en 2018), en augmentation par rapport à 1990 (75 %). La répartition détaillée en 2018 est la suivante : 
terres arables (48,8 %), prairies (27,6 %), forêts (23,1 %), eaux continentales (0,6 %). L'évolution de l’occupation des sols de la commune et de ses infrastructures peut être observée sur les différentes représentations cartographiques du territoire : la carte de Cassini (XVIIIe siècle), la carte d'état-major (1820-1866) et les cartes ou photos aériennes de l'IGN pour la période actuelle (1950 à aujourd'hui).

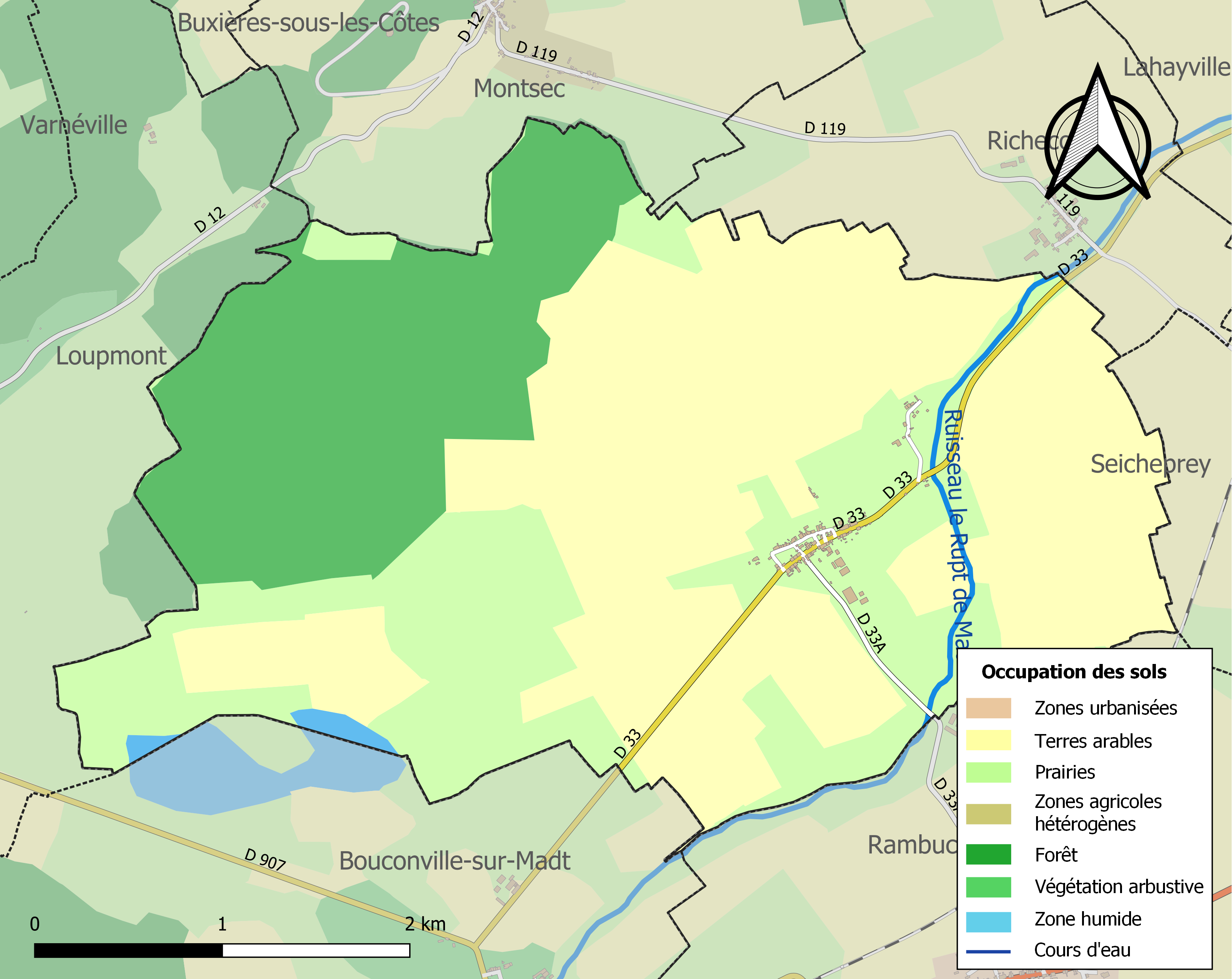
Carte des infrastructures et de l'occupation des sols de la commune en 2018 (CLC).

## Toponymie
Xivray est attesté sous les formes Syvreium (1234) ; Xiverei-desor-Apremont (1249) ; Syvery et Mervezin (1292) ; Xivrey (1449) ; Xivrey et Marvisin (1571) ; Xivreyum (1642) ; Sivery (1656) ; Sivray (1700) ; Xivraium (1749) ; Sivray-en-Woëvre (1756) ; Xivray ou Xivray-Marvoisin:266.
Marvoisin est attesté sous les formes Amarus-vicinus (1106) ; Marvesin (1287) ; Marvezin (1292) ; Marvisin (1571) ; Marvicinum (1749):143. Le nom provient de deux mots en oïl: l'adjectif amer « dur, revêche » et le nom voisin ; il désignait un village qui sait se défendre contre ses voisins.

## Politique et administration
| Période                                  | Période   | Identité             | Étiquette | Qualité |
| ---------------------------------------- | --------- | -------------------- | --------- | ------- |
| Les données manquantes sont à compléter. |           |                      |           |         |
| mars 2001                                | mars 2008 | Claudine Aarnink     |           |         |
| mars 2008                                | En cours  | Jean-Claude Vaucelle |           |         |

## Démographie
L'évolution du nombre d'habitants est connue à travers les recensements de la population effectués dans la commune depuis 1793. Pour les communes de moins de 10 000 habitants, une enquête de recensement portant sur toute la population est réalisée tous les cinq ans, les populations de référence des années intermédiaires étant quant à elles estimées par interpolation ou extrapolation. Pour la commune, le premier recensement exhaustif entrant dans le cadre du nouveau dispositif a été réalisé en 2005.

En 2022, la commune comptait 116 habitants, en évolution de +18,37 % par rapport à 2016 (Meuse : −4,4 %, France hors Mayotte : +2,11 %).
| 1793 | 1800 | 1806 | 1821 | 1831 | 1836 | 1841 | 1846 | 1851 |
| ---- | ---- | ---- | ---- | ---- | ---- | ---- | ---- | ---- |
| 319  | 421  | 446  | 456  | 515  | 540  | 535  | 504  | 516  |

| 1856 | 1861 | 1866 | 1872 | 1876 | 1881 | 1886 | 1891 | 1896 |
| ---- | ---- | ---- | ---- | ---- | ---- | ---- | ---- | ---- |
| 440  | 423  | 436  | 402  | 395  | 381  | 356  | 366  | 347  |

| 1901 | 1906 | 1911 | 1921 | 1926 | 1931 | 1936 | 1946 | 1954 |
| ---- | ---- | ---- | ---- | ---- | ---- | ---- | ---- | ---- |
| 312  | 288  | 286  | 162  | 189  | 200  | 195  | 186  | 173  |

| 1962 | 1968 | 1975 | 1982 | 1990 | 1999 | 2005 | 2006 | 2010 |
| ---- | ---- | ---- | ---- | ---- | ---- | ---- | ---- | ---- |
| 180  | 130  | 115  | 94   | 103  | 108  | 85   | 81   | 89   |

| 2015 | 2020 | 2022 | - | - | - | - | - | - |
| ---- | ---- | ---- | - | - | - | - | - | - |
| 97   | 111  | 116  | - | - | - | - | - | - |

## Culture locale et patrimoine

### Personnalités liées à la commune
- Louis Joseph de Margadel (1771-1838), militaire et homme politique né à Xivray, député du Morbihan de 1815 à 1816 et de 1820 à 1830.
- Jean Bouin, athlète de fond et demi-fond français, a perdu la vie lors des combats de septembre 1914 à Xivray.